# Rurkonos wyspowy
Rurkonos wyspowy (Nyctimene major) – gatunek ssaka z podrodziny Nyctimeninae w obrębie rodziny rudawkowatych (Pteropodidae).

## Taksonomia
Gatunek po raz pierwszy zgodnie z zasadami nazewnictwa binominalnego opisał w 1877 roku irlandzki zoolog George Edward Dobson nadając mu nazwę Harpyia major. Holotyp pochodził z Duke of York Islands, w Archipelagu Bismarcka, w Papui-Nowej Gwinei. 
Nyctimene major należy do grupy gatunkowej major. W obrębie N. major może istnieć wiele gatunków. Prawdopodobnie wymarły takson sanctacrucis z wyspy Wysp Santa Cruz jest powszechnie uznawany za odrębny gatunek, ale najprawdopodobniej jest to podgatunek N. major lub nawet jego synonim. Autorzy Illustrated Checklist of the Mammals of the World rozpoznają pięć podgatunków. Podstawowe dane taksonomiczne podgatunków (oprócz nominatywnego) przedstawia poniższa tabelka:
| Podgatunek         | Oryginalna nazwa         | Autor i rok opisu | Miejsce typowe                                       |
| ------------------ | ------------------------ | ----------------- | ---------------------------------------------------- |
| N. m. geminus      | Nyctimene geminus        | K. Andersen, 1910 | Na południe od zatoki Huon, Papua-Nowa Gwinea.       |
| N. m. lullulae     | Nyctymene major lullulae | O. Thomas, 1904   | wyspa Woodlark, Wyspy Trobrianda.                    |
| N. m. sanctacrucis | Nyctimene sanctacrucis   | Troughton, 1931   | Wyspy Sancta Cruz, Prowincja Temotu, Wyspy Salomona. |
| N. m. scitulus     | Nyctimene scitulus       | K. Andersen, 1910 | Aola, Guadalcanal, Wyspy Salomona.                   |

### Etymologia
- Nyctimene: gr. νυκτι- nukti- „nocny”, od νυξ nux, νυκτος nuktos „noc”; μηνη mēnē „księżyc”[14].
- major: łac. maior, maioris „większy”, forma wyższa od magnus „wielki, potężny”[15].
- geminus: łac. geminus „bliźniak, podwójny”, być może od gignere „spłodzić”[16].
- lullulae: zdrobnienie francuskiej onomatopei Lulu, nadanej lerce (Lullula arborea) przez de Buffona w latach 1770–1783[17]; okaz typowy pochodził z wyspy Woodlark, a w języku angielskim Woodlark to nazwa zwyczajowa lerki.
- sanctacrucis: Wyspy Santa Cruz, Wyspy Salomona[5].
- scitulus: łac. scitulus „piękny”, od scitus „piękny, ładny”; przyrostek zdrabniający -ulus[18].

## Zasięg występowania
Rurkonos wyspowy występuje w Melanezji zamieszkując w zależności od podgatunku:
- N. major major – Archipelag Bismarcka (Nowa Irlandia, Duke of York Islands, Nowa Brytania, Sakar, Bagabag i Karkar) i Wyspy Schoutena (Kadovar).
- N. major geminus – Wyspy d’Entrecasteaux (Goodenough, Fergusson i Normanby), Luizjady (Rogeia, Sideia, Misima, Sudest i Rossel), Wyspy Trobrianda (Kiriwina) i Alcester.
- N. major lullulae – Woodlark.
- N. major sanctacrucis – rurkonos samotny[7] – Wyspy Santa Cruz (Nendo), Wyspy Salomona (prawdopodobnie wymarły).
- N. major scitulus – Wyspy Salomona (Wyspa Bougainville’a, Shortland, Choiseul, Kolombangara, Nowa Georgia, Rendova, Vangunu, Santa Isabel, Pavuvu, Nggela Sule, Guadalcanal i Malaita).

Stwierdzenie z samej Nowej Gwinei okazało się prawie na pewno błędne.

## Morfologia
Długość ciała (bez ogona) 90–138 mm, długość ogona 18–32,6 mm, długość ucha 12–18 mm, długość tylnej stopy 15–24 mm, długość przedramienia 65,2–86,7 mm; masa ciała 52–100 g. Nietoperz ten ma nozdrza umieszczone na silnie wydłużonych, rurkowatych wyrostkach nosa. Rola takiej budowy nosa nie jest jeszcze znana, ale być może taki „sterenos” służy jako wskaźnik do lepszego wyszukiwania świeżych owoców.

## Ekologia

### Tryb życia
W skład pożywienia rurkonosa wyspowego wchodzą gruszle właściwe, figi, a nawet miąższ młodych orzechów kokosowych. Dzieje się tak dzięki zębom, które odgryzają kawałek owocu, które następnie przeżuwa i rozciera na brzuchu i piersiach. W ten sposób dostaje się do soku, który wysysa, a resztę owocu odrzuca. Rurkonosy wyspowe nie są grupowymi zwierzętami, jak inne nietoperze. W ciągu dnia śpi samotnie. Zawiesza się tuż przy pniu drzewa, przy czym jego plamiasta błona lotna dobrze maskuje go przed wrogami.  

### Rozmnażanie
Okres godowy przypada na wrzesień i październik. Samica rodzi 1 młode.